# Gamleby distrikt
Gamleby distrikt är ett distrikt i Västerviks kommun och Kalmar län. 
Distriktet ligger i centrala delen av kommunen. 

## Tidigare administrativ tillhörighet
Distriktet inrättades 2016 och utgörs av socknen Gamleby i Västerviks kommun.
Området motsvarar den omfattning Gamleby församling hade vid årsskiftet 1999/2000.